# Opius daghoides
Opius daghoides är en stekelart som beskrevs av Zaykov och Fischer 1983. Opius daghoides ingår i släktet Opius och familjen bracksteklar. Inga underarter finns listade i Catalogue of Life.